# Rajaampatpitohui
Rajaampatpitohui (Pitohui cerviniventris) är en fågel i familjen gyllingar inom ordningen tättingar.

## Utbredning och systematik
Rajaampatpitohui förekommer i västpapuanska öarna och delas upp i två underarter med följande utbredning:
- P. c. pallidus – Sagewin och Batanta
- P. c. cerviniventris – Waigeo och Gemien

Tidigare behandlades den som en underart till P. kirhocephalus och vissa gör det fortfarande.

## Status
Arten har ett litet utbredningsområde och beståndsutvecklingen är oklar. Den tros dock inte vara hotad. IUCN kategoriserar den som livskraftig.

## Namn
Pitohui är ett papuanskt namn för Pitohui kirhocephalus.